# Austrosomatidia pulleni
Austrosomatidia pulleni – gatunek chrząszcza z rodziny kózkowatych i podrodziny zgrzypikowych. Jedyny przedstawiciel rodzaju Austrosomatidia.

## Zasięg występowania
Gatunek ten występuje w australijskim stanie Nowa Południowa Walia.